# Villa comunale di Avigliano

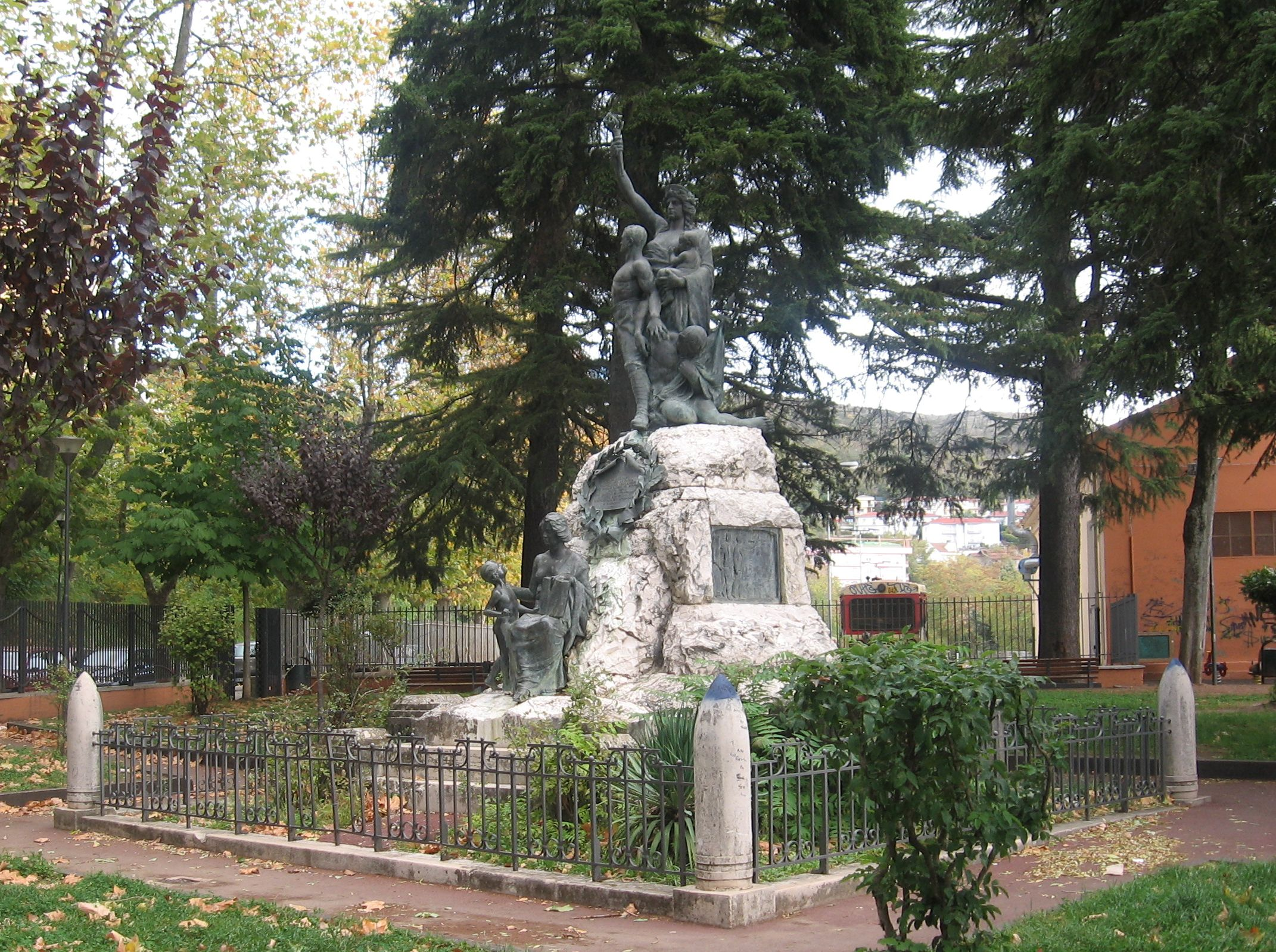
Monumento ai caduti

La villa comunale è uno dei parchi della città di Avigliano, in provincia di Potenza.

## Storia
Edificata nel 1929 venne inaugurata  con il monumento ai caduti della prima guerra mondiale.

## Dettagli
Situato fuori dal centro storico della città, si estende dalla stazione fino a via San Vito con entrata principale situata in viale della Vittoria; ve ne sono altre secondarie lungo il percorso.
Si osservano al suo interno il monumento ai caduti della prima guerra mondiale e l'altare dei caduti aviglianesi di tutte le guerre.

## Galleria d'immagini

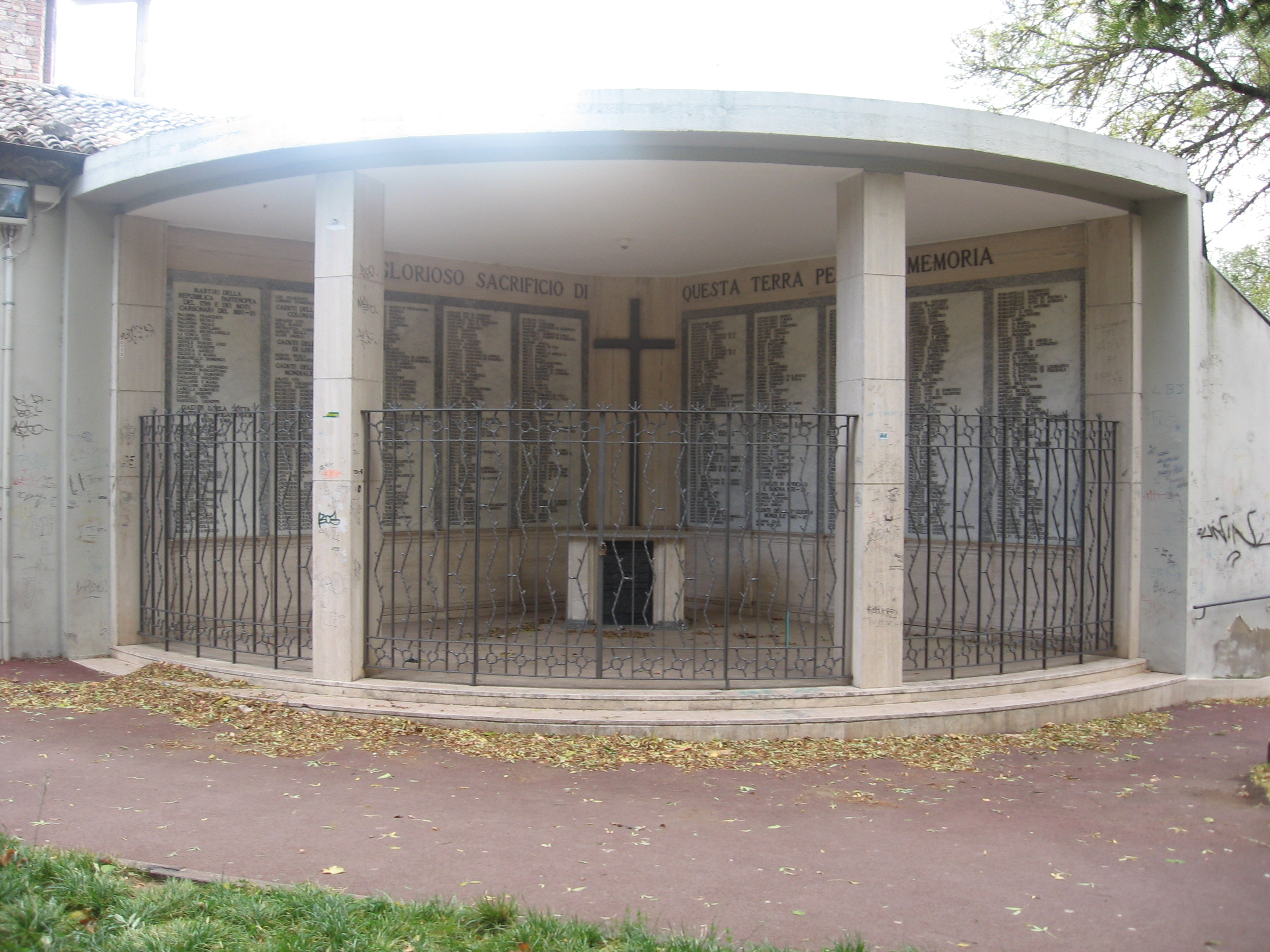
Altare ai caduti
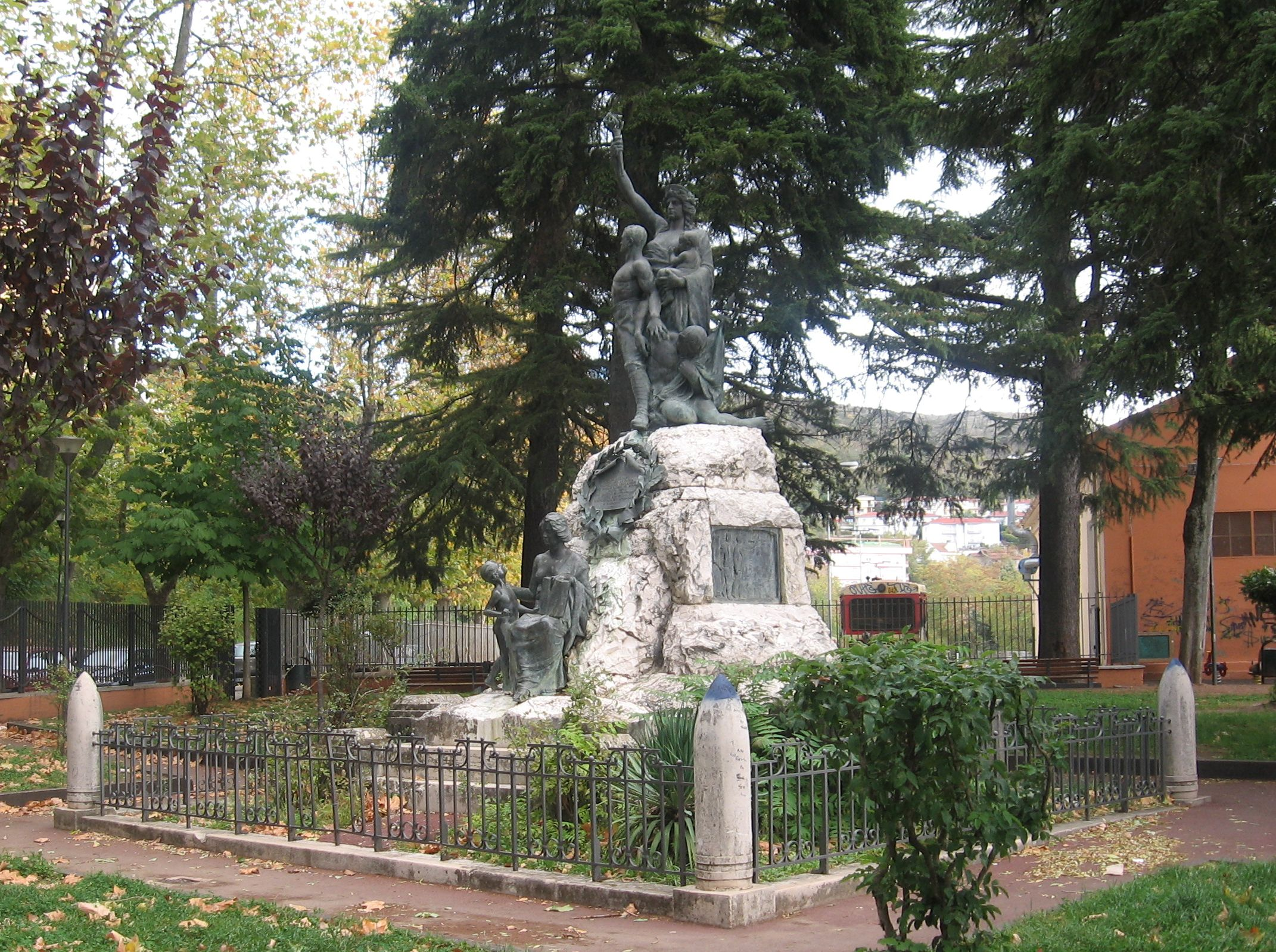
Monumenti ai caduti della grande guerra